# Piotr Załoga
Piotr Załoga – Ur. 24.04.1985, polski bokser, medalista mistrzostw Europy juniorów z 2003 roku, młodzieżowy mistrz Polski w boksie.
W 2003 roku został mistrzem Polski juniorów w kategorii ciężkiej. W tym samym roku wywalczył brązowy medal mistrzostw Europy juniorów w Warszawie.